# Sowjetischer Fußballpokal 1980
Der Sowjetische Fußballpokal 1980 war die 39. Austragung des sowjetischen Pokalwettbewerbs der Männer. Pokalsieger wurde Schachtjor Donezk. Das Team setzte sich im Finale gegen Titelverteidiger Dinamo Tiflis durch. Da Schachtjor als Vizemeister der Saison 1979 am UEFA-Pokal 1980/81 teilnahm, war die unterlegene Mannschaft aus Tiflis für den Europapokal der Pokalsieger qualifiziert. 

## Modus
An dem Wettbewerb nahmen die 18 Erstligisten, die 24 Zweitligisten und die 6 Zweitligaabsteiger der Saison 1979 teil. Die Teams wurden in sieben Gruppen zu je sechs Mannschaften und einer Gruppe mit fünf Mannschaften aufgeteilt. Für einen Sieg gab es zwei Punkte, für ein Unentschieden einen Punkt und für eine Niederlage null. Die Ersten und Zweiten der sieben Gruppen mit sechs Teams sowie der Sieger der Gruppe mit fünf Teams gelangten in die K.-o.-Runde. Dort war Dynamo Moskau direkt startberechtigt.
Stand es in den K.-o.-Spielen nach regulärer Spielzeit unentschieden, wurde das Spiel um zweimal 15 Minuten verlängert. Stand danach kein Sieger fest, wurde der Sieger per Elfmeterschießen ermittelt.

## Teilnehmende Teams
| Wysschaja Liga (18) | Wysschaja Liga (18) | Perwaja Liga (24) | Perwaja Liga (24) | Wtoraja Liga (6)                                                                                           |
| --- | --- | --- | --- | --- |
| - Dynamo Moskau - Lokomotive Moskau - Spartak Moskau - Torpedo Moskau - ZSKA Moskau - Ararat Jerewan - Dynamo Kiew - Dinamo Minsk - Dinamo Tiflis | - Kairat Alma-Ata - Karpaty Lwow - Kuban Krasnodar - Neftçi Baku - Pachtakor Taschkent - SKA Rostow - Schachtjor Donezk - Tschernomorez Odessa - Zenit Leningrad | - Buston Jizzax - Dynamo Stawropol - Dnjepr Dnjepropetrowsk - Fakel Woronesch - Guria Lantschchuti - Iskra Smolensk - Kolos Nikopol - Krylja Sowetow Kuibyschew - Kusbass Kemerowo - Metallist Charkow - Metallurg Saporoschje - Nistru Kischinjow | - Pamir Duschanbe - Sarja Woroschilowgrad - Schinnik Jaroslawl - SKA Chabarowsk - SKA Odessa - Spartak Iwano-Frankowsk - Spartak Naltschik - Spartak Ordschonikidse - Tawrija Simferopol - Torpedo Kutaissi - Uralmasch Swerdlowsk - FK Žalgiris Vilnius | - Alga Frunse - Dynamo Leningrad - Kolchostschy Aschchabat - Swesda Perm - Terek Grosny - Traktor Pawlodar |

## Gruppenphase

### Gruppe 1
| Datum      |                           | Ergebnis |                           |
| ---------- | ------------------------- | -------- | ------------------------- |
| 27.02.1980 | Zenit Leningrad           | 3:0      | Fakel Woronesch           |
| 27.02.1980 | Kuban Krasnodar           | 2:0      | Krylja Sowetow Kuibyschew |
| 27.02.1980 | Spartak Moskau            | 0:0      | Metallist Charkow         |
| 01.03.1980 | Krylja Sowetow Kuibyschew | 1:0      | Zenit Leningrad           |
| 01.03.1980 | Metallist Charkow         | 2:1      | Kuban Krasnodar           |
| 01.03.1980 | Fakel Woronesch           | 3:0      | Spartak Moskau            |
| 04.03.1980 | Zenit Leningrad           | 1:1      | Kuban Krasnodar           |
| 04.03.1980 | Metallist Charkow         | 0:0      | Fakel Woronesch           |
| 04.03.1980 | Spartak Moskau            | 2:0      | Krylja Sowetow Kuibyschew |
| 07.03.1980 | Zenit Leningrad           | 0:0      | Metallist Charkow         |
| 07.03.1980 | Spartak Moskau            | 2:0      | Kuban Krasnodar           |
| 07.03.1980 | Fakel Woronesch           | 2:0      | Krylja Sowetow Kuibyschew |
| 10.03.1980 | Kuban Krasnodar           | 0:0      | Fakel Woronesch           |
| 10.03.1980 | Metallist Charkow         | 0:0      | Krylja Sowetow Kuibyschew |
| 10.03.1980 | Spartak Moskau            | 1:1      | Zenit Leningrad           |

| Pl. | Verein                    | Sp. | S | U | N | Tore    | Diff. | Punkte |
| --- | ------------------------- | --- | - | - | - | ------- | ----- | ------ |
| 1.  | Fakel Woronesch           | 5   | 2 | 2 | 1 | 005:300 | +2    | 06:40  |
| 2.  | Spartak Moskau            | 5   | 2 | 2 | 1 | 005:400 | +1    | 06:40  |
| 3.  | Metallist Charkow         | 5   | 1 | 4 | 0 | 002:100 | +1    | 06:40  |
| 4.  | Zenit Leningrad           | 5   | 1 | 3 | 1 | 005:300 | +2    | 05:50  |
| 5.  | Kuban Krasnodar           | 5   | 1 | 2 | 2 | 004:500 | −1    | 04:60  |
| 6.  | Krylja Sowetow Kuibyschew | 5   | 1 | 1 | 3 | 001:600 | −5    | 03:70  |

### Gruppe 2
| Datum      |                       | Ergebnis |                       |
| ---------- | --------------------- | -------- | --------------------- |
| 25.02.1980 | Sarja Woroschilowgrad | 3:2      | Kusbass Kemerowo      |
| 25.02.1980 | Tschernomorez Odessa  | 0:0      | Spartak Naltschik     |
| 25.02.1980 | Schachtjor Donezk     | 3:2      | Tawrija Simferopol    |
| 27.02.1980 | Spartak Naltschik     | 2:0      | Kusbass Kemerowo      |
| 27.02.1980 | Tschernomorez Odessa  | 2:2      | Tawrija Simferopol    |
| 27.02.1980 | Schachtjor Donezk     | 1:0      | Sarja Woroschilowgrad |
| 01.03.1980 | Tawrija Simferopol    | 3:1      | Sarja Woroschilowgrad |
| 01.03.1980 | Tschernomorez Odessa  | 2:1      | Kusbass Kemerowo      |
| 01.03.1980 | Schachtjor Donezk     | 2:0      | Spartak Naltschik     |
| 04.03.1980 | Tawrija Simferopol    | 2:0      | Spartak Naltschik     |
| 04.03.1980 | Tschernomorez Odessa  | 1:1      | Sarja Woroschilowgrad |
| 04.03.1980 | Schachtjor Donezk     | 1:0      | Kusbass Kemerowo      |
| 07.03.1980 | Spartak Naltschik     | 1:1      | Sarja Woroschilowgrad |
| 07.03.1980 | Tawrija Simferopol    | 2:0      | Kusbass Kemerowo      |
| 07.03.1980 | Schachtjor Donezk     | 2:0      | Tschernomorez Odessa  |

| Pl. | Verein                | Sp. | S | U | N | Tore    | Diff. | Punkte |
| --- | --------------------- | --- | - | - | - | ------- | ----- | ------ |
| 1.  | Schachtjor Donezk     | 5   | 5 | 0 | 0 | 009:200 | +7    | 10:0   |
| 2.  | Tawrija Simferopol    | 5   | 3 | 1 | 1 | 011:600 | +5    | 07:30  |
| 3.  | Tschernomorez Odessa  | 5   | 1 | 3 | 1 | 005:600 | −1    | 05:50  |
| 4.  | Sarja Woroschilowgrad | 5   | 1 | 2 | 2 | 006:800 | −2    | 04:60  |
| 5.  | Spartak Naltschik     | 5   | 1 | 2 | 2 | 003:500 | −2    | 04:60  |
| 6.  | Kusbass Kemerowo      | 5   | 0 | 0 | 5 | 003:100 | −7    | 0:10   |

### Gruppe 3
| Datum      |                         | Ergebnis |                         |
| ---------- | ----------------------- | -------- | ----------------------- |
| 27.02.1980 | Dynamo Kiew             | 3:1      | Nistru Kischinjow       |
| 27.02.1980 | Karpaty Lwow            | 2:1      | Dnjepr Dnjepropetrowsk  |
| 27.02.1980 | Lokomotive Moskau       | 0:0      | Spartak Iwano-Frankowsk |
| 01.03.1980 | Dynamo Kiew             | 2:0      | Spartak Iwano-Frankowsk |
| 01.03.1980 | Karpaty Lwow            | 1:0      | Lokomotive Moskau       |
| 01.03.1980 | Nistru Kischinjow       | 3:1      | Dnjepr Dnjepropetrowsk  |
| 04.03.1980 | Dynamo Kiew             | 3:0      | Dnjepr Dnjepropetrowsk  |
| 04.03.1980 | Karpaty Lwow            | 3:0      | Spartak Iwano-Frankowsk |
| 04.03.1980 | Nistru Kischinjow       | 3:2      | Lokomotive Moskau       |
| 07.03.1980 | Dynamo Kiew             | 4:0      | Lokomotive Moskau       |
| 07.03.1980 | Dnjepr Dnjepropetrowsk  | 1:0      | Spartak Iwano-Frankowsk |
| 07.03.1980 | Nistru Kischinjow       | 4:2      | Karpaty Lwow            |
| 10.03.1980 | Dynamo Kiew             | 1:0      | Karpaty Lwow            |
| 10.03.1980 | Lokomotive Moskau       | 1:0      | Dnjepr Dnjepropetrowsk  |
| 10.03.1980 | Spartak Iwano-Frankowsk | 2:2      | Nistru Kischinjow       |

| Pl. | Verein                  | Sp. | S | U | N | Tore    | Diff. | Punkte |
| --- | ----------------------- | --- | - | - | - | ------- | ----- | ------ |
| 1.  | Dynamo Kiew             | 5   | 5 | 0 | 0 | 013:100 | +12   | 10:0   |
| 2.  | Nistru Kischinjow       | 5   | 3 | 1 | 1 | 013:100 | +3    | 07:30  |
| 3.  | Karpaty Lwow            | 5   | 3 | 0 | 2 | 008:600 | +2    | 06:40  |
| 4.  | Lokomotive Moskau       | 5   | 1 | 1 | 3 | 003:800 | −5    | 03:70  |
| 5.  | Dnjepr Dnjepropetrowsk  | 5   | 1 | 0 | 4 | 003:900 | −6    | 02:80  |
| 6.  | Spartak Iwano-Frankowsk | 5   | 0 | 2 | 3 | 002:800 | −6    | 02:80  |

### Gruppe 4
| Datum      |                        | Ergebnis |                        |
| ---------- | ---------------------- | -------- | ---------------------- |
| 27.02.1980 | Dinamo Tiflis          | 3:1      | SKA Chabarowsk         |
| 27.02.1980 | Kairat Alma-Ata        | 1:0      | SKA Odessa             |
| 27.02.1980 | Torpedo Kutaissi       | 1:0      | Spartak Ordschonikidse |
| 01.03.1980 | Dinamo Tiflis          | 2:1      | Kairat Alma-Ata        |
| 01.03.1980 | SKA Odessa             | 2:1      | Torpedo Kutaissi       |
| 01.03.1980 | SKA Chabarowsk         | 0:0      | Spartak Ordschonikidse |
| 04.03.1980 | Dinamo Tiflis          | 3:1      | Torpedo Kutaissi       |
| 04.03.1980 | Kairat Alma-Ata        | 2:0      | SKA Chabarowsk         |
| 04.03.1980 | Spartak Ordschonikidse | 1:0      | SKA Odessa             |
| 07.03.1980 | Dinamo Tiflis          | 2:1      | Spartak Ordschonikidse |
| 07.03.1980 | Kairat Alma-Ata        | 3:0      | Torpedo Kutaissi       |
| 07.03.1980 | SKA Chabarowsk         | 2:0      | SKA Odessa             |
| 10.03.1980 | Dinamo Tiflis          | 3:0      | SKA Odessa             |
| 10.03.1980 | Kairat Alma-Ata        | 1:0      | Spartak Ordschonikidse |
| 10.03.1980 | Torpedo Kutaissi       | 3:0      | SKA Chabarowsk         |

| Pl. | Verein                 | Sp. | S | U | N | Tore    | Diff. | Punkte |
| --- | ---------------------- | --- | - | - | - | ------- | ----- | ------ |
| 1.  | Dinamo Tiflis          | 5   | 5 | 0 | 0 | 013:400 | +9    | 10:0   |
| 2.  | Kairat Alma-Ata        | 5   | 4 | 0 | 1 | 008:200 | +6    | 08:20  |
| 3.  | Torpedo Kutaissi       | 5   | 2 | 0 | 3 | 006:800 | −2    | 04:60  |
| 4.  | Spartak Ordschonikidse | 5   | 1 | 1 | 3 | 002:400 | −2    | 03:70  |
| 5.  | SKA Chabarowsk         | 5   | 1 | 1 | 3 | 003:800 | −5    | 03:70  |
| 6.  | SKA Odessa             | 5   | 1 | 0 | 4 | 002:800 | −6    | 02:80  |

### Gruppe 5
| Datum      |                     | Ergebnis |                     |
| ---------- | ------------------- | -------- | ------------------- |
| 27.02.1980 | Dinamo Minsk        | 6:0      | Terek Grosny        |
| 27.02.1980 | FK Žalgiris Vilnius | 1:1      | Swesda Perm         |
| 27.02.1980 | Neftçi Baku         | 3:0      | Dynamo Leningrad    |
| 01.03.1980 | Dinamo Minsk        | 3:0      | Dynamo Leningrad    |
| 01.03.1980 | FK Žalgiris Vilnius | 2:0      | Terek Grosny        |
| 01.03.1980 | Neftçi Baku         | 1:0      | Swesda Perm         |
| 04.03.1980 | Dynamo Leningrad    | 0:0      | Terek Grosny        |
| 04.03.1980 | Dinamo Minsk        | 0:0      | Swesda Perm         |
| 04.03.1980 | Neftçi Baku         | 3:2      | FK Žalgiris Vilnius |
| 07.03.1980 | Dinamo Minsk        | 1:0      | FK Žalgiris Vilnius |
| 07.03.1980 | Swesda Perm         | 0:0      | Dynamo Leningrad    |
| 07.03.1980 | Neftçi Baku         | 5:0      | Terek Grosny        |
| 10.03.1980 | FK Žalgiris Vilnius | 2:1      | Dynamo Leningrad    |
| 10.03.1980 | Swesda Perm         | 1:0      | Terek Grosny        |
| 10.03.1980 | Neftçi Baku         | 1:0      | Dinamo Minsk        |

| Pl. | Verein              | Sp. | S | U | N | Tore    | Diff. | Punkte |
| --- | ------------------- | --- | - | - | - | ------- | ----- | ------ |
| 1.  | Neftçi Baku         | 5   | 5 | 0 | 0 | 013:200 | +11   | 10:0   |
| 2.  | Dinamo Minsk        | 5   | 3 | 1 | 1 | 010:100 | +9    | 07:30  |
| 3.  | FK Žalgiris Vilnius | 5   | 2 | 1 | 2 | 007:600 | +1    | 05:50  |
| 4.  | Swesda Perm         | 5   | 1 | 3 | 1 | 002:200 | ±0    | 05:50  |
| 5.  | Dynamo Leningrad    | 5   | 0 | 2 | 3 | 001:800 | −7    | 02:80  |
| 6.  | Terek Grosny        | 5   | 0 | 1 | 4 | 000:140 | −14   | 01:90  |

### Gruppe 6
| Datum      |                       | Ergebnis |                       |
| ---------- | --------------------- | -------- | --------------------- |
| 27.02.1980 | Ararat Jerewan        | 1:0      | Iskra Smolensk        |
| 27.02.1980 | Metallurg Saporoschje | 3:0      | Schinnik Jaroslawl    |
| 27.02.1980 | Torpedo Moskau        | 1:1      | Kolos Nikopol         |
| 01.03.1980 | Ararat Jerewan        | 4:2      | Kolos Nikopol         |
| 01.03.1980 | Torpedo Moskau        | 1:0      | Metallurg Saporoschje |
| 01.03.1980 | Schinnik Jaroslawl    | 3:1      | Iskra Smolensk        |
| 04.03.1980 | Ararat Jerewan        | 1:0      | Metallurg Saporoschje |
| 04.03.1980 | Iskra Smolensk        | 1:0      | Kolos Nikopol         |
| 04.03.1980 | Torpedo Moskau        | 1:0      | Schinnik Jaroslawl    |
| 07.03.1980 | Ararat Jerewan        | 1:1      | Schinnik Jaroslawl    |
| 07.03.1980 | Kolos Nikopol         | 2:1      | Metallurg Saporoschje |
| 07.03.1980 | Torpedo Moskau        | 1:0      | Iskra Smolensk        |
| 10.03.1980 | Ararat Jerewan        | 2:0      | Torpedo Moskau        |
| 10.03.1980 | Iskra Smolensk        | 1:1      | Metallurg Saporoschje |
| 10.03.1980 | Kolos Nikopol         | 1:0      | Schinnik Jaroslawl    |

| Pl. | Verein                | Sp. | S | U | N | Tore    | Diff. | Punkte |
| --- | --------------------- | --- | - | - | - | ------- | ----- | ------ |
| 1.  | Ararat Jerewan        | 5   | 4 | 1 | 0 | 009:300 | +6    | 09:10  |
| 2.  | Torpedo Moskau        | 5   | 3 | 1 | 1 | 004:300 | +1    | 07:30  |
| 3.  | Kolos Nikopol         | 5   | 2 | 1 | 2 | 006:700 | −1    | 05:50  |
| 4.  | Metallurg Saporoschje | 5   | 1 | 1 | 3 | 005:500 | ±0    | 03:70  |
| 5.  | Schinnik Jaroslawl    | 5   | 1 | 1 | 3 | 004:700 | −3    | 03:70  |
| 6.  | Iskra Smolensk        | 5   | 1 | 1 | 3 | 003:600 | −3    | 03:70  |

### Gruppe 7
| Datum      |                         | Ergebnis |                         |
| ---------- | ----------------------- | -------- | ----------------------- |
| 27.02.1980 | Pamir Duschanbe         | 1:0      | Uralmasch Swerdlowsk    |
| 27.02.1980 | SKA Rostow              | 2:1      | Kolchostschy Aschchabat |
| 27.02.1980 | ZSKA Moskau             | 5:0      | Guria Lantschchuti      |
| 01.03.1980 | Pamir Duschanbe         | 0:0      | SKA Rostow              |
| 01.03.1980 | Uralmasch Swerdlowsk    | 2:1      | Guria Lantschchuti      |
| 01.03.1980 | ZSKA Moskau             | 2:0      | Kolchostschy Aschchabat |
| 04.03.1980 | Pamir Duschanbe         | 1:0      | Kolchostschy Aschchabat |
| 04.03.1980 | SKA Rostow              | 2:0      | Guria Lantschchuti      |
| 04.03.1980 | ZSKA Moskau             | 1:0      | Uralmasch Swerdlowsk    |
| 07.03.1980 | Kolchostschy Aschchabat | 2:0      | Guria Lantschchuti      |
| 07.03.1980 | Pamir Duschanbe         | 0:2      | ZSKA Moskau             |
| 07.03.1980 | SKA Rostow              | 1:0      | Uralmasch Swerdlowsk    |
| 10.03.1980 | Pamir Duschanbe         | 5:1      | Guria Lantschchuti      |
| 10.03.1980 | Uralmasch Swerdlowsk    | 0:0      | Kolchostschy Aschchabat |
| 10.03.1980 | ZSKA Moskau             | 0:0      | SKA Rostow              |

| Pl. | Verein                  | Sp. | S | U | N | Tore    | Diff. | Punkte |
| --- | ----------------------- | --- | - | - | - | ------- | ----- | ------ |
| 1.  | ZSKA Moskau             | 5   | 4 | 1 | 0 | 010:000 | +10   | 09:10  |
| 2.  | SKA Rostow              | 5   | 3 | 2 | 0 | 005:100 | +4    | 08:20  |
| 3.  | Pamir Duschanbe         | 5   | 3 | 1 | 1 | 007:300 | +4    | 07:30  |
| 4.  | Kolchostschy Aschchabat | 5   | 1 | 1 | 3 | 003:500 | −2    | 03:70  |
| 5.  | Uralmasch Swerdlowsk    | 5   | 1 | 1 | 3 | 002:400 | −2    | 03:70  |
| 6.  | Guria Lantschchuti      | 5   | 0 | 0 | 5 | 002:160 | −14   | 0:10   |

### Gruppe 8
| Datum      |                     | Ergebnis |                     |
| ---------- | ------------------- | -------- | ------------------- |
| 27.02.1980 | Traktor Pawlodar    | 1:1      | Buston Jizzax       |
| 27.02.1980 | Dynamo Stawropol    | 2:0      | Alga Frunse         |
| 01.03.1980 | Buston Jizzax       | 3:0      | Dynamo Stawropol    |
| 01.03.1980 | Traktor Pawlodar    | 3:2      | Pachtakor Taschkent |
| 04.03.1980 | Alga Frunse         | 1:0      | Buston Jizzax       |
| 04.03.1980 | Pachtakor Taschkent | 1:0      | Dynamo Stawropol    |
| 07.03.1980 | Dynamo Stawropol    | 0:0      | Traktor Pawlodar    |
| 07.03.1980 | Pachtakor Taschkent | 3:2      | Alga Frunse         |
| 09.03.1980 | Pachtakor Taschkent | 1:0      | Buston Jizzax       |
| 10.03.1980 | Traktor Pawlodar    | 2:0      | Alga Frunse         |

| Pl. | Verein              | Sp. | S | U | N | Tore    | Diff. | Punkte |
| --- | ------------------- | --- | - | - | - | ------- | ----- | ------ |
| 1.  | Pachtakor Taschkent | 4   | 3 | 0 | 1 | 007:500 | +2    | 06:20  |
| 2.  | Traktor Pawlodar    | 4   | 2 | 2 | 0 | 006:300 | +3    | 06:20  |
| 3.  | Buston Jizzax       | 4   | 1 | 1 | 2 | 004:300 | +1    | 03:50  |
| 4.  | Dynamo Stawropol    | 4   | 1 | 1 | 2 | 002:400 | −2    | 03:50  |
| 5.  | Alga Frunse         | 4   | 1 | 0 | 3 | 003:700 | −4    | 02:60  |

## K.o.-Phase

### Achtelfinale
| Datum      |                     | Ergebnis  |                   |
| ---------- | ------------------- | --------- | ----------------- |
| 15.03.1980 | Ararat Jerewan      | 3:2       | Nistru Kischinjow |
| 15.03.1980 | Dynamo Kiew         | 2:0       | Kairat Alma-Ata   |
| 15.03.1980 | Dynamo Moskau       | 2:0       | Dinamo Minsk      |
| 15.03.1980 | Pachtakor Taschkent | 2:1 n. V. | Neftçi Baku       |
| 16.03.1980 | SKA Rostow          | 1:2       | Schachtjor Donezk |
| 16.03.1980 | Spartak Moskau      | 2:0       | ZSKA Moskau       |
| 16.03.1980 | Tawrija Simferopol  | 0:4       | Dinamo Tiflis     |
| 20.03.1980 | Torpedo Moskau      | 5:0       | Fakel Woronesch   |

### Viertelfinale
| Datum      |                   | Ergebnis  |                     |
| ---------- | ----------------- | --------- | ------------------- |
| 30.03.1980 | Dynamo Kiew       | 2:0       | Dynamo Moskau       |
| 30.03.1980 | Dinamo Tiflis     | 2:1 n. V. | Pachtakor Taschkent |
| 30.03.1980 | Spartak Moskau    | 1:0       | Ararat Jerewan      |
| 30.03.1980 | Schachtjor Donezk | 2:0       | Torpedo Moskau      |

### Halbfinale
| Datum      |                | Ergebnis |                   |
| ---------- | -------------- | -------- | ----------------- |
| 30.05.1980 | Dinamo Tiflis  | 2:1      | Dynamo Kiew       |
| 30.05.1980 | Spartak Moskau | 0:1      | Schachtjor Donezk |

### Finale
| Paarung           | Schachtjor Donezk – Dinamo Tiflis |
| Ergebnis          | 2:1 (1:0) |
| Datum             | 9. August 1980 |
| Stadion           | Olympiastadion Luschniki, Moskau |
| Zuschauer         | 51.000 |
| Schiedsrichter    | Romualdas Juška |
| Tore              | 1:0 Witali Staruchin (24.) 1:1 Georgi Tschilaia (80.) 2:1 Wladimir Pjanich (84.) |
| Schachtjor Donezk | Wiktor Tschanow – Alexei Warnawski, Waleri Gorbunow, Igor Simonow, Wladimir Pjanich – Waleri Rudakow, Wladimir Rohowski (64. Sergei Morosow), Michail Sokolowski (90. Sergei Krawtschenko) – Witali Staruchin, Nikola Fedorenko, Wladimir Safonow (86. Leonid Mali). Cheftrainer: Wiktor Nossow |
| Dinamo Tiflis     | Otar Gabelia – Tengis Sulakwelidse, Aleksandre Tschiwadse, Schota Chintschagaschwili, Dawit Mudschiri – Witali Darasselia, Georgi Tschilaia, Amiran Minaschwili (75. Rewas Tschelebadse) – Georgi Tawadse (46. Wladimir Guzajew), Dawit Qipiani, Ramas Schengelia. Cheftrainer: Nodar Achalkazi |
| Gelbe Karten      | Wiktor Tschanow (75.) – Tengis Sulakwelidse (69.) |